# Tenniscenter Heuvelrug
Tenniscenter Heuvelrug is een multifunctioneel vergader- en sportcentrum in Doorn in de Nederlandse provincie Utrecht. Het centrum is sinds september 2010 geopend en beschikt over sport,horeca- en vergaderfaciliteiten. Tennis is de belangrijkste sportbeoefening in het centrum. Tenniscenter Heuvelrug is de thuisbasis van het Tennis instituut Nederland (TIN) en de BK Tennis Academy van voormalig Davis Cup captain Tjerk Bogtstra en oud-tennisprof Tom Kempers. 

## Verbouwing 2008-2010
Tijdens de verbouwing is het voormalig 'Racketcentrum Woestduin' omgetoverd tot een vergader- en sportcentrum genaamd 'Tenniscenter Heuvelrug'. De 6 indoor-tennisbanen zijn volledig gerenoveerd en het horeca gedeelte van het centrum is volledig vernieuwd. Ook is er een fitness en sportruimte geïnstalleerd die voor meerdere doeleinden te gebruiken zijn. 

## Gebruikers
Diverse verenigingen en organisaties maken gebruik van de faciliteiten van het Tenniscenter waaronder: BK Tennis Academy,Studio Doorn, fysiotherapiepraktijk Somatic en Tennis Instituut Nederland. Ook is het centrum de thuisbasis van de Doornse Golf Club, een 9 holes par 3 baan.    

## Evenementen
Meerdere malen per jaar zijn er grote tennis evenementen voor de jeugd in het centrum. De grootste talenten van Nederland komen dan naar Doorn toe om een sterren toernooi te spelen. Naast deze grote sportevenementen worden er ook kleinere evenementen georganiseerd zoals vergaderingen, open dagen, lezingen, trainingen, zakelijke borrels,lunches en diners.  